# Arne Wittlöv
Arne Bror Konrad Wittlöv, född 20 oktober 1940 i Linköping, är en svensk teknologie doktor, industriman och direktör inom näringslivet. 
Arne Wittlöv blev civilingenjör i maskinteknik vid Kungliga Tekniska Högskolan 1964. Efter examen började han inom produktionsområdet vid Alfa-Lavals separatordivision och 1974 utsågs han till produktionschef vid Titan Separator A/S, Köpenhamn. 1976 utnämndes han till direktör och chef för Alfa-Lavals centrala enhet för forskning och utveckling av separatorer.
Efter 20 år vid Alfa-Laval lämnade han företaget och anställdes 1984 som teknisk direktör vid Volvo Aero, dåvarande Volvo Flygmotor AB. Under denna tid ansvarade han bl a för utvecklingen av motorn till JAS 39 Gripen samt utvecklingen av munstycken och turbiner till den nya europeiska rymdraketen Ariane 5.
1996 utsågs han till verkställande direktör vid Volvo Aero och 1998 utsågs han till vice verkställande direktör för AB Volvo där han också var medlem av koncernledningen från 1996 till sin pension 2001.
Han var ordförande i Volvo Research and Educational Foundations, VREF, fram till 2010. Vid VREF tog han initiativ till uppbyggnaden av ett omfattande internationellt forsknings och utbildningsprogram inom urbana transporter, ”Future urban transport - how to deal with complexity”,
Under 2000–2003 var han preses i Ingenjörsvetenskapsakademiens (IVA) presidium (ordförande i akademiens styrelse). Han var ordförande för Göteborgs universitet (2000–2006) och styrelseledamot i Vetenskapsrådet (2000–2006).
Wittlöv är ledamot av Ingenjörsvetenskapsakademien (IVA) sedan 1988 och ledamot av Vetenskapsakademien(KVA) sedan 2001. 
År 1994 promoverades han till teknologie hedersdoktor vid Högskolan i Luleå. Han mottog H M Konungens medalj i 12:e storleken i Serafimerordens band 2004. Han utsågs till i hedersledamot i Ingenjörsvetenskapsakademien 2006.